# The Greatest Hits Tour
The Greatest hits Tour är Girls Aloud's tredje turné, deras andra arenaturné. De åkte runt i Storbritannien och Irland.

## Låtlista
1. "Something Kinda Ooooh"
2. "Wake Me Up"
3. "Walk This Way"
4. "Jump"
5. "No Good Advice"
6. "Long Hot Summer"
7. "Whole Lotta History"
8. Dirty Dancing Medley: "Do You Love Me"/"She's Like the Wind"/"The Time of My Life"
9. "Sound of the Underground"
10. "Life Got Cold" (Reggae Version)
11. "Graffiti My Soul"
12. "Real Life"
13. "I Think We're Alone Now" (Big Band Version)
14. "Money"
15. "I'll Stand By You"
16. "Love Machine"
17. "The Show"
18. "Biology"